# James Town
|  | No s'ha de confondre amb Jamestown. |

James Town és una concentració de població designada pel cens del Comtat de Sweetwater a l'estat de Wyoming dels Estats Units d'Amèrica.

## Demografia
Segons el Cens dels Estats Units del 2000 James Town tenia 552 habitants., 211 habitatges, i 162 famílies. La densitat de població era de 25,5 habitants/km².
Dels 211 habitatges en un 31,8% hi vivien nens de menys de 18 anys, en un 65,9% hi vivien parelles casades, en un 5,2% dones solteres, i en un 23,2% no eren unitats familiars. En el 19,4% dels habitatges hi vivien persones soles el 4,3% de les quals corresponia a persones de 65 anys o més que vivien soles. El nombre mitjà de persones vivint en cada habitatge era de 2,62 i el nombre mitjà de persones que vivien en cada família era de 2,98.
Per edats la població es repartia de la següent manera: un 25,2% tenia menys de 18 anys, un 8,7% entre 18 i 24, un 25,9% entre 25 i 44, un 31,7% de 45 a 60 i un 8,5% 65 anys o més.
L'edat mediana era de 40 anys. Per cada 100 dones de 18 o més anys hi havia 106,5 homes.
La renda mediana per habitatge era de 52.083 $ i la renda mediana per família de 53.295 $. Els homes tenien una renda mediana de 38.618 $ mentre que les dones 30.083 $. La renda per capita de la població era de 18.708 $. Entorn del 4,5% de les famílies i el 8% de la població estaven per davall del llindar de pobresa.

## Poblacions properes
El següent diagrama mostra les poblacions més properes.